# Combatschießen

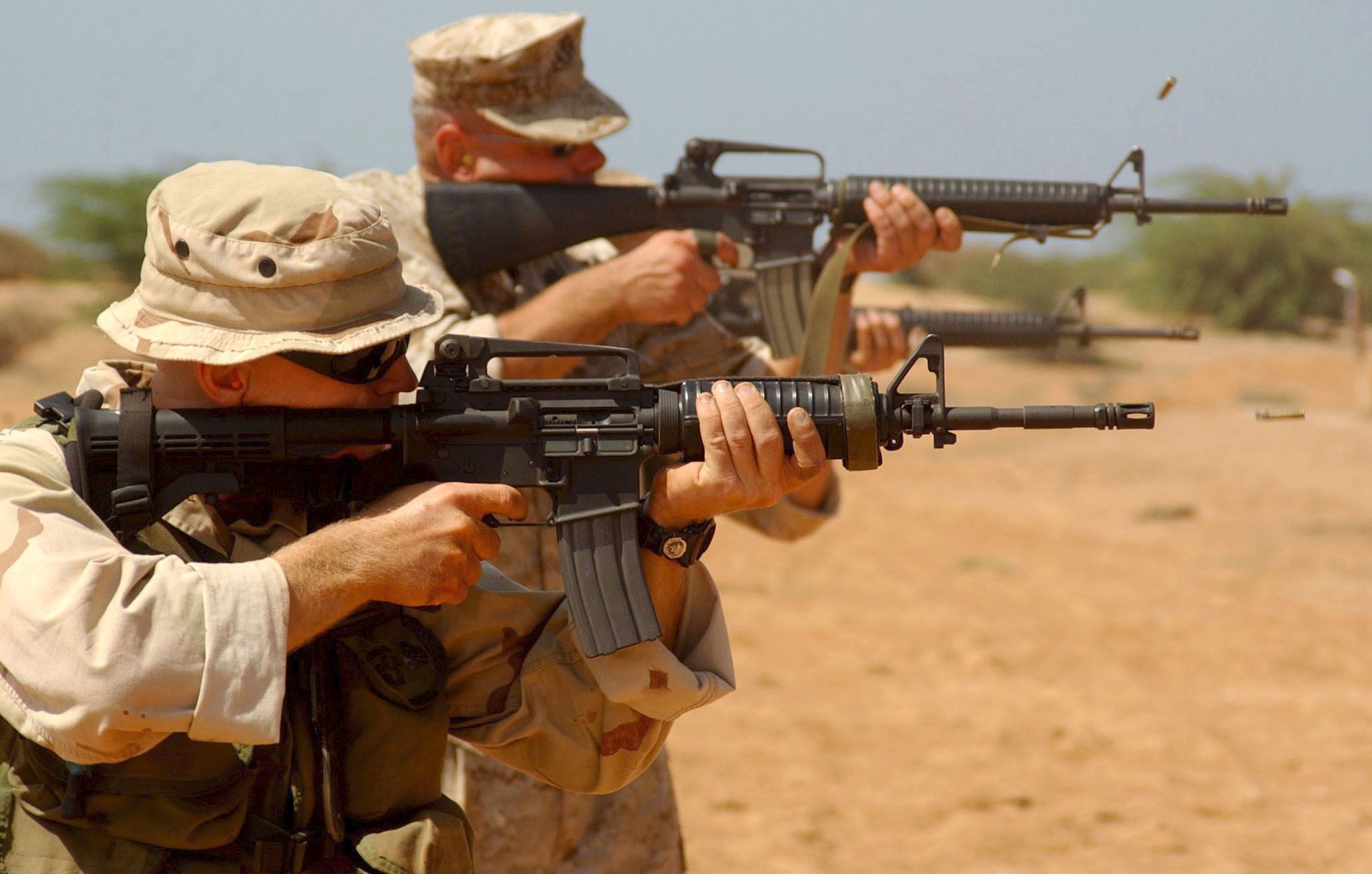
Soldaten der US-Marineinfanterie beim taktischen Schießen

Combatschießen ist kampforientiertes Schusstraining mit Handfeuerwaffen.
Dementsprechend reicht die Ausbildung zum Combatschießen weit über eine gewöhnliche Waffen- bzw. Schießausbildung hinaus, sie umfasst daneben auch taktische Elemente (Lagebeurteilung, Geländeausnutzung, Verhalten im Gefecht, spezielle Rechtsfragen etc.), Reaktionstraining, Schnellziehen usw. Combatschießen kann sowohl Angriffsschießen, als auch Verteidigungsschießen sein.

## Offensives und defensives Combatschießen
Das augenfälligste Beispiel offensiven Combatschießens ist die infanteristische Gefechtsausbildung, aber auch die Ausbildung polizeilicher Spezialkräfte in Bund und Ländern. Offensives Combatschießen schließt neben dem Einsatz von Langwaffen hoher Feuerkraft auch den Einsatz von modernen Kampf-, Kommunikations- und Führungsmitteln ein.
Defensives Combatschießen beschränkt den Waffeneinsatz auf die Abwehr (überraschender) Angriffe im Rahmen von Notwehr, Nothilfe und schutz-/kriminalpolizeilicher Dienstausübung. Aus diesem Grund sind verdeckt führbare Faustfeuerwaffen wie Pistolen oder Revolver Basiswaffen zum Verteidigungsschießen für die meisten befugten Waffenträger.

## Schießstände
Combatschießscheiben sind Schießscheiben mit menschlichen Silhouetten. Ziele können auch in einem Schießkino im Rahmen entsprechender Szenen an die Zielwand projiziert werden. Es ist außerdem meist typisch für das Combatschießen, dass auf Zeit geschossen wird, die Ziele werden nur für eine gewisse Zeit präsentiert oder die Schüsse müssen innerhalb einer gewissen Zeit abgegeben werden. Weitere Trainingsschritte sind das präsentieren von Scheiben mit "good guys" (unbeteiligten Personen oder Geiseln) die nicht beschossen werden dürfen und "bad guys" (Verbrecher), die getroffen werden müssen.

## Rechtliches
Das deutsche Waffengesetz in seiner gültigen Fassung beschränkt Ausbildung und Training im Combatschießen (abgesehen von behördlichen Waffenträgern wie Soldaten, Polizisten, Justizvollzugsbeamten und Zollbediensteten) auf den sehr kleinen Kreis der Inhaber eines Waffenscheines (wenige tausend Personen bundesweit). Anderen Legalwaffenbesitzern (Sportschützen, Waffensammlern, Jägern) ist Combatschießen dagegen ausdrücklich verboten. Aus diesem Grund ist Combatschießen, zumindest in der Art des Angriffsschießens, auch auf öffentlichen Schießständen untersagt. Es gibt in Deutschland Anbieter für Kurse zum Erlernen des Verteidigungsschießens für Waffenbesitzer der genannten Personenkreise.

## Abgrenzung
Vom Combatschießen zu unterscheiden ist das als Sport ausgeübte sog. "praktische" oder "dynamische" Schießen (IPSC), für das ein internationaler Dachverband und nationale Schützenverbände existieren. Beim IPSC-Schießen, das in Deutschland durch den Bund Deutscher Sportschützen (BDS) vertreten wird, absolviert der Teilnehmer unter Zeitbegrenzung einen Parcours aus durchsichtigen Sichtblenden, bei dem auf Papp- oder Metallklappziele geschossen wird. Die Sportordnung des BDS für IPSC-Schießen stellt durch Vorgabe des Ablaufs, der Parcourgestaltung, der Auswahl von Zielen und den Sicherheitsvorschriften klar, dass eine Verwechslung mit Combatschießen ausgeschlossen ist. Dies wurde vom Bundesverwaltungsamt im Rahmen der Genehmigung der Sportordnung des BDS zertifiziert.
Auch die als „Duellschießen“ bezeichneten Anteile in Pistolendisziplinen des Deutschen Schützenbundes (auf eine Drehscheibe, die nur für Sekunden sichtbar wird), und das jagdsportliche Schießen nach dem Regelwerk des DJV haben mit Combatschießen nichts zu tun.